# Simon Delestre
Pour les articles homonymes, voir Delestre.

Simon Delestre (né le 21 juin 1981 à Metz, en Moselle) est un cavalier de saut d'obstacles français.
Début mars 2016, il occupe la première place du classement mondial de sa discipline, ce qui fait de lui le troisième français à devenir numéro 1 mondial.

## Biographie

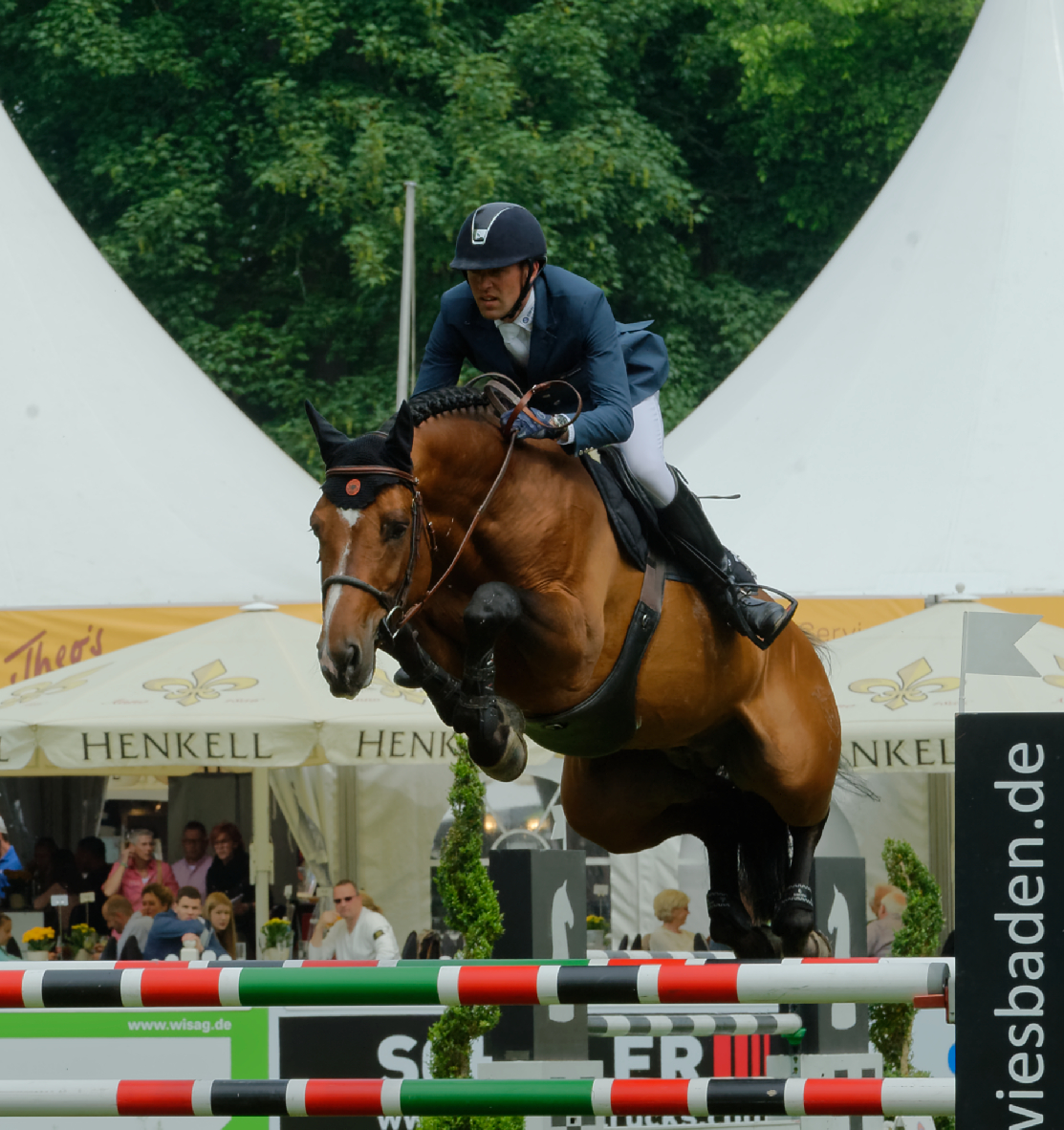
Simon Delestre avec Quidman Denfer à Wiesbaden CSIYH* en 2015

Simon Delestre est né à Metz (Moselle) le 21 juin 1981. Grâce à son père Marcel Delestre, ancien cavalier international, il découvre très tôt le milieu du saut d'obstacles. Enfant, il essaya de nombreux sports, mais ce fut la rencontre avec son poney Panama du Cassou HN qui lui a fait prendre goût à l'équitation et qui lui a permis d'accéder au haut niveau.
En 1999, après avoir obtenu un Bac S, Simon est sacré Championnat de France Junior à Fontainebleau avec Bella de Charmois, puis il obtient la médaille de Bronze par équipe lors du Championnat d’Europe Junior à Munchwillen avec Eddy de Villiers. L'année suivante, il est sacré Champion d’Europe Jeune Cavalier par équipe à Hartpury avec Didam de la Ressée. Les bons résultats s'enchaînent avec notamment Faraon de la Ressée, Hello d'Arcy ou encore JPC Rexito Z. En 2005, il obtient la médaille d'argent par équipe et se classe 8e en individuel lors des Jeux méditerranées d'Almeria avec Inédite de Balme.
Simon poursuit sa carrière professionnelle en épreuve Pro 1 et Pro Élite, puis dans les épreuves internationales (Coupes des Nations, CSI-5*, circuit Coupe du Monde...). En 2009, il obtient la médaille d'or en individuel et par équipe lors des Jeux méditerranées
de Pescara, avec Mélodie Ardente.
En 2011, sa régularité lui permet d'être choisi comme cavalier réserviste lors des Championnats d’Europe de Madrid, où l'équipe de France obtient la médaille d'argent. Grâce à de bons résultats sur le circuit Coupe du Monde Simon parvient à se qualifier pour sa première Finale Coupe du Monde à Leipzig. Il se classe 16e avec Couletto. En fin d'année, Simon intègre pour la première fois le Top Ten de la FEI Rolex Ranking List, ce que lui permet de participer à la Finale Top Ten IJRC de Paris. Il termine 8e avec Napoli du Ry. Simon obtient de bons classements sur le circuit Coupe du Monde 2011-2012 (10e place à Stuttgart, 4e place à Zurich avec Napoli du Ry) mais il ne parvient pas à se qualifier pour la finale de Bois-le-Duc.
En juin 2012, il obtient sa classe 3e du Grand Prix du CSIO-5* de Rotterdam avec Napoli du Ry et se qualifie pour les Jeux Olympiques de Londres avec ce même cheval. Simon joue des malchances pour ses premiers JO : sa rêne droite casse lors de la première manche par équipes. Il arrive néanmoins à finir son parcours, mais la France n'est pas reprise en seconde manche et termine 12e. En individuel, Simon se qualifie pour la Finale et finit à la 19e place.
En avril 2013, Simon et Valentino Velvet remportent le Grand Prix 4* d'Anvers. En mai, il participe à la Coupe des nations de Rome avec Qlassic Bois Margot, l'équipe de France termine à la troisième place. C'est avec cet étalon Selle français que Simon se qualifie pour la Finale de Coupe des nations à Barcelone en septembre 2013, où l'équipe de France remporte la 1re place.
Début mars 2016, Simon Delestre devient le nouveau numéro 1 mondial. Il est le 16e cavalier à accéder à ce titre depuis l'adoption de la nouvelle formule de classement en 2001, succédant ainsi à Scott Brash. Lors des Jeux olympiques de Rio, son cheval Ryan des Hayettes se blesse le 8 août dans son box, l'obligeant à déclarer forfait, alors qu'il était l'un des cavaliers favoris au titre de champion olympique.
Il est en couple et a deux enfants. 

## Palmarès
Ses principaux résultats en compétitions  :
- 1999 :
  - Champion de France Junior à Fontainebleau avec Bella de Charmois
  - Médaille de Bronze par équipe lors du Championnat d’Europe Junior à Munchwillen (Suisse) avec Eddy de Villiers
- 2000 : 
  - Champion d’Europe Jeune Cavalier par équipe à Hartpury (Grande-Bretagne) avec Didam de la Ressée
  - Vainqueur du CSIOY de Reims avec Didam de la Ressée
- 2001 :
  - 4e par équipe du Championnat d’Europe Jeunes Cavaliers à Gijón (Espagne) avec Faraon de la Ressée
- 2002: 
  - 5e par équipe du CSIO-4* à Linz Ebelsberg (Autriche) avec Didam de la Ressée
  - 3e du Grand Prix du CSIO-4* à Linz Ebelsberg (Autriche) avec Didam de la Ressée
  - Vainqueur du Grand Prix du CSIOY de Lummen (Belgique) avec JPC Rexito Z
- 2003 :
  - 7e du Grand Prix du CSI-3* de Lons le Saunier avec Hello d’Arcy
  - Vainqueur du petit Grand Prix du CSI-3* de Vittel avec Lucky Luck C
  - Vainqueur du Grand Prix Pro 1 de Montbéliard avec Iceberg des Forets
- 2004:
  - 2e du Grand Prix Pro 1 de Palaiseau avec Holga des Bignons
  - 2e de la Puissance Pro 1 de Franconville avec Istar de Vesquerie
- 2005 :
  - Vainqueur du Grand Prix du CSI-3* de Dunkerque avec Inédite de Balme
  - 6e du Grand Prix du CSI-3* de Bourg-en-Bresse avec Inédite de Balme
  - Médaille d'argent par équipe des Jeux méditerranées d'Almeria (Espagne) avec Inédite de Balme
  - 8e en individuel des Jeux méditerranées d'Almeria (Espagne) avec Inédite de Balme
- 2006 :
  - Vainqueur par équipe du CSIO-5* de Rome (Italie) avec Inédite de Balme
  - 2e par équipe du CSIO-5* de Rotterdam (Pays-Bas) avec Inédite de Balme
  - 9e du Grand Prix Coupe du Monde du CHI-5* de Genève (Suisse) avec Inédite de Balme
- 2007 :
  - Vainqueur du Grand Prix (1,40 m) de Cheminot avec Mélodie Ardente
  - Vainqueur du Grand Prix (1,45 m) de Maillys avec Mélodie Ardente
  - 4e du Championnat du Monde des 6 ans de Lanaken (Belgique) avec Neptune du Chalet
  - 5e du Championnat du Monde des 7 ans de Lanaken avec Mélodie Ardente
- 2008 :
  - Vainqueur du Grand Prix Pro 1 Elite (1,50 m) de Sainte-Mère-Église avec Oda
  - Vainqueur du Grand Prix Pro 1 Elite (1,50 m) de Cluny avec Inédite de Balme
  - 7e du Grand Prix Pro 1 Elite (1,50 m) de Cluny avec Couletto
- 2009 : 
  - Vainqueur par équipe du CSI0-5* de Gijón avec Mélodie Ardente
  - Médaille d'or en individuel lors des Jeux méditerranées de Pescara (Italie) avec Mélodie Ardente
  - Médaille d'or par équipe lors des Jeux méditerranées de Pescara avec Mélodie Ardente
  - 7e du Grand Prix du CSI-5* de Paris-Villepinte avec Couletto
- 2010 : 
  - 5e du Grand Prix Coupe du monde du CSI-5* de Malines (Belgique) avec Couletto
  - Vainqueur du Grand Prix du CSI-3* de Montpellier avec Oslo du Chalet
  - 2e du Grand Prix du CSI-5* de Bruxelles (Audi Masters) avec Couletto
  - 3e du Grand Prix du CSI-5* de Paris (Gucci Masters) avec Napoli du Ry
  - Vainqueur du Grand Prix du CSI-4* d'Anvers (Belgique) avec Napoli du Ry
- 2011 : 
  - 10e du Grand Prix Coupe du monde du CSI-5* de Stuttgart (Allemagne) avec Napoli du Ry
  - 3e du Grand Prix du CSI-5* de Madrid (Espagne) avec Napoli du Ry
  - Vainqueur du Prix French Tour EADS lors du Global Champions Tour de Cannes avec Ciana Z
  - 5e du Grand Prix Coupe du Monde du CSI-5* de s'Hertogenbosch (Pays-Bas) avec Couletto
- 2012 :
  - 4e du Grand Prix Coupe du Monde du CSI-5* de Zurich (Suisse) avec Napoli du Ry
  - Vainqueur du Prix Groupe Lucien Barrière lors CSIO-5* de La Baule avec Whisper
  - 3e du Grand Prix du CSIO-5* de Rotterdam (Pays-Bas) avec Napoli du Ry
  - 12e par équipe et 19e en individuel aux Jeux olympiques de Londres avec Napoli du Ry
  - Vainqueur du Grand Prix Topsport Vlaanderen avec Qlassic Bois Margot lors du CSIW-5* de Malines
- 2013 :
  - Vainqueur du "Prix Casino Théâtre Barrière Bordeaux" avec Whisper lors du Jumping international de Bordeaux
  - Vainqueur du Grand Prix Land Rover avec Qlassic Bois Margo lors du Jumping international de Bordeaux
  - Vainqueur du Grand Prix du CSI-4* d'Anvers avec Valentino Velvet
  - Vainqueur de la Finale de Coupe des nations à Barcelone avec Qlassic Bois Margot
  - 5e du Grand Prix Coupe du monde du CSIW-5* de Vérone avec Valentino Velvet
  - 4e du Grand Prix de Chantilly avec Couletto
  - Vainqueur du Grand Prix 3* de Paderborn avec Valentino Velvet
- 2014
  - Vice champion du monde par équipe des Jeux Equestres Mondiaux FEI Altech 2014 en Normandie avec Qlassic Bois Margot
  - 2e du Longines Global Champions Tour de Viennes avec Qlassic Bois Margot
- 2015 : 
  - 5e du CSI 5 étoiles W - Epreuve internationale (1,50 m) à Leipzig avec Ryan des Hayettes
  - 4e du CSI 5 étoiles - Epreuve internationale (1,60 m) à Lummen avec QLASSIC BOIS MARGOT
  - 3e du CSI 5 étoiles - Epreuve internationale (1,60 m) à Hong Kong avec RYAN DES HAYETTES
  - 3e du CSI 5 étoiles - Epreuve internationale (1,60 m) à Aix la Chapelle avec RYAN DES HAYETTES
  - 3e du CSI 5 étoiles - Epreuve internationale (1.60 m) à Londres avec QLASSIC BOIS MARGOT
  - 3e du CSI 5 étoiles - Epreuve international (1,50 m) à Valkenswaard avec CHESALL
  - 2e du CSI 5 étoiles - Epreuve internationale (1,60 m) à Valkenswaard avec QLASSIC BOIS MARGOT
  - Vainqueur du CSI 5 étoiles - Epreuve internationale (1,60 m) à Antwerpen avec RYAN DES HAYETTES
  - Médaillé de bronze aux Championnats d'Europe à Aix-la-Chapelle (Allemagne) avec Ryan des Hayettes
  - Vainqueur de la Gucci Gold Cup - Epreuve internationale (1,55 m) à Paris avec CHESALL
  - 2e du Longines Grand Prix - Epreuve internationale (1,60 m) à Paris avec RYAN DES HAYETTES
- 2016 : 
  - 2e du CSI 5* de Bordeaux (1,60m) avec QLASSIC BOIS MARGOT
  - 2e du CSI 5* d'Anvers (1,60m) avec RYAN DES HAYETTES
  - 3e du CSI 5* de St Tropez (1,60m) avec QLASSIC BOIS MARGOT
  - 2e du CSI 5* de Paris (1,60m) avec RYAN DES HAYETTES
  - 1er du CSI 4* de Valence (1,60m) avec CHESALL
  - 2e du CSI 5* de Rome (1,60m) avec CHESALL
  - 3e du CSI 5* de Vienne (1,60m) avec CHESALL
  - 2e du CSI 5* de Vérone (1,60m) avec CHESALL
- 2017 :
  - 3e de la 2nd manche de la GCL de Mexico (1.60m) avec HERMES RYAN
  - 6e du GCT 5* de Miami (1.60 m) avec HERMES RYAN
  - 2 e de la First Competition GCL of Madrid (1.55 m) avec HERMES RYAN
  - 2e du Prix Premiumares au Longines A.O.H.S (1.50-55 m) avec HERMES RYAN
  - 2e du LGCT de Cannes (1.60m) avec HERMES RYAN
  - 5e du LGCT de Paris (1.60 m) avec HERMES RYAN
  - 3ede la 2nd GCL de Paris  (1.55-60 m) avec HERMES RYAN
  - Vainqueur de GCL de Paris (1.60 m) HERMES RYAN/ CHESALL
  - 2e de 2nd GCL de Berlin (1.60 m) avec HERMES RYAN
  - 5e du LGCT de Berlin (1.60 m) avec HERMES RYAN
  - 2e du GP des Brussels Stephex Masters (1.60 m) avec HERMES RYAN
  - 6e du CSI-W 5* de Vérone (1.60 m) avec HERMES RYAN
  - Vainqueur du CSI-W 5* de Lyon avec HERMES RYAN
- 2018 :
  - Vainqueur du GP 3* de Megève avec Chesal zimequest
- 2024 :
  -  Médaille de bronze au saut d'obstacles par équipes aux Jeux olympiques d'été de 2024 à Versailles associé à  l Amelusina R51
- 2025 :
- Vainqueur du Grand Prix Rolex de S’Hertogenbosch avec Cayman Jolly Jumper
- Vainqueur du Grand Prix Hermès avec Cayman Jolly Jumper
- Vainqueur du GP 5* de Monaco avec Cayman Jolly Jumper

## Chevaux
Parmi les chevaux qu'il a montés en compétition, le plus célèbre, d'après le périodique Le Monde et France Bleu qui le qualifient de « mythique », est probablement Ryan des Hayettes (sponsorisé Hermès Ryan),. C'est en effet sur ce cheval que Simon Delestre a remporté deux fois de suite le Grand Prix du saut Hermès, en 2018 et 2019. Ryan est à la retraite depuis 2022, à l'âge de 17 ans.

## Distinctions
- Chevalier de l'ordre national du Mérite (2024)[14]